# Fenals d'Aro
Fenals d'Aro era un ens local que va conformar al primer terç del Segle XIX el municipi de la Vall d'Aro, posteriormet Castell d'Aro (per segregació de Santa Cristina d'Aro).
Aquest ens va ser l'origen de l'actual població de Platja d'Aro, amb centre a l'església barroca de Santa Maria; el 1962, amb el gran desenvolupament turístic, Fenals d'Aro i el seu entorn de platja va canviar el nom pel de Platja d'Aro.
Cal no confondre aquest nucli amb la platja de Fenals, a Lloret de Mar.

## Història
La parròquia de Santa Maria és esmentada ja el 968; pertangué al monestir de Sant Feliu de Guíxols.
Fenals (Fenals d'Amunt) era al segle XII un terme de masies esparses que tenia com a parroquial l'església romànica de Santa Maria, ubicada més al nord de l'església barroca del mateix nom. Cap al segle XVI es va anar formant un petit nucli urbà conegut com Fenals d'Aro o Fenals de Baix, del qual se'n conserven algunes masies i algunes cases entre mitgeres, restaurades i convertides en segones residències.
Fins al desenvolupament del turisme massiu a la segona meitat del Segle XX, les cases a prop de la platja, al voltant de l'encreuament de la carretera de Sant Feliu de Guíxols a Palamós amb la de Castell d'Aro era anomenat també Barri de Fenals.